# Sezon snookerowy 2003/2004
Poniższa lista obejmuje najważniejsze wydarzenia w snookerze w sezonie 2003/2004. 
| Data                             | Turniej                           | Miejsce rozgrywek  | Zwycięzca         | Drugie miejsce    | Wynik |
| -------------------------------- | --------------------------------- | ------------------ | ----------------- | ----------------- | ----- |
| 4 października - 12 października | LG Cup                            | Preston (Anglia)   | Mark Williams     | John Higgins      | 9-5   |
| 8 listopada - 16 listopada       | British Open                      | Brighton (Anglia)  | Stephen Hendry    | Ronnie O’Sullivan | 9-6   |
| 18 listopada - 30 listopada      | UK Championship                   | York (Anglia)      | Matthew Stevens   | Stephen Hendry    | 10-8  |
| 19 stycznia - 25 stycznia        | Welsh Open                        | Newport (Walia)    | Ronnie O’Sullivan | Steve Davis       | 9-8   |
| 1 lutego - 8 lutego              | The Masters                       | Wembley (Anglia)   | Paul Hunter       | Ronnie O’Sullivan | 10-9  |
| 1 marca - 6 marca                | European Open                     | Portomaso (Malta)  | Stephen Maguire   | Jimmy White       | 9-3   |
| 23 marca - 28 marca              | Irish Masters                     | Dublin (Irlandia)  | Peter Ebdon       | Mark King         | 10-7  |
| 3 kwietnia - 11 kwietnia         | Daily Record Players Championship | Glasgow (Szkocja)  | Jimmy White       | Paul Hunter       | 9-7   |
| 17 kwietnia - 3 maja             | Mistrzostwa świata w snookerze    | Sheffield (Anglia) | Ronnie O’Sullivan | Graeme Dott       | 18-8  |